# مركب معدن-فورمالديهايد
المركب المعدني - الفورمالديهايدي (بالإنجليزية: metal-formaldehyde complex)‏ هو معقد تناسقي يضم ربِيطة الفورمالديهايد مع رابطتين مع ذرات المعدن (η 2 -CH 2 O). أُبلغ عن تواجد هذا النوع من الرَّبِيطة في كل من المجمعات أحادية المعدن وثنائية المعدن.

## التاريخ
أُعلن عن روابط الفورمالديهايد المعدنية للتنغستن (W)، والأوزميوم (Os)، والفاناديوم (V)، والرينيوم (Re)، والزركونيوم (Zr)، والروثينيوم (Ru)، والنيوبيوم (Nb).
في عام 1984، أعلن جرين وزملاؤه عن المادة الصلبة البلورية الصفراء W(PMe 3 ) 4 (η 2 -CH 2 O)H 2 . كان ذلك نتيجة إضافة الميثانول إلى W(PMe3)4(η2-CH2PMe2)H
يمكن هدرجة W(PMe3)4(η2-CH2O)H2 لإعطاء W(PMe3)4(MeO)H3، ثم هدرجتها مرة أخرى لإعادة تشكيل الميثانول وتوليد W(PMe3)4H4. في عام 1986، أظهر جرين وباركين المزيد من التفاعلات لـ W(PMe 3 ) 4 (η 2 -CH 2 O)H 2 . عند إضافة CO أو CO 2 ، ينتج W(PMe 3 ) 4 (η 2 -CH 2 O)H 2 fac -W(PMe 3 ) 3 (CO) 3 وW(PMe 3 ) 4 (κ 2 -O 2 CO)H 2 ، على التوالي، تمامًا مثل سابقه.
يتفاعل W(PMe 3 ) 4 (η 2 -CH 2 O)H 2 أيضًا مع البيوتا-1،3-ديين ليعطي W(PMe 3 ) 3 (η 2 -CH 2 O)(η-C 4 H 6 ). 
يمكن أيضًا استخدام W(PMe 3 ) 4 (η 2 -CH 2 O)H 2 كطريق لمزيد من دورات الأكسوميتالاسيك عن طريق إضافة الإيثيلين والتبريد السريع إلى -80 درجة مئوية. تتكون البلورات الخضراء الناتجة من W(OCH 2 CH 2 CH 2 )(PMe 3 ) 2 (η 2 -C 2 H 4 ) 2 ، مع وجود كل من ربيطة الإيثيلين على المستوى الاستوائي أو ربيطة الإيثيلين cis - للأكسجين الرابط في الاتجاه المحوري. يؤدي التفاعل الإضافي مع الإيثيلين إلى إنتاج عبر -W(PMe 3 ) 4 (η 2 -C 2 H 4 ) 2 وW(PMe 3 ) 4 (CO)H 2 . 

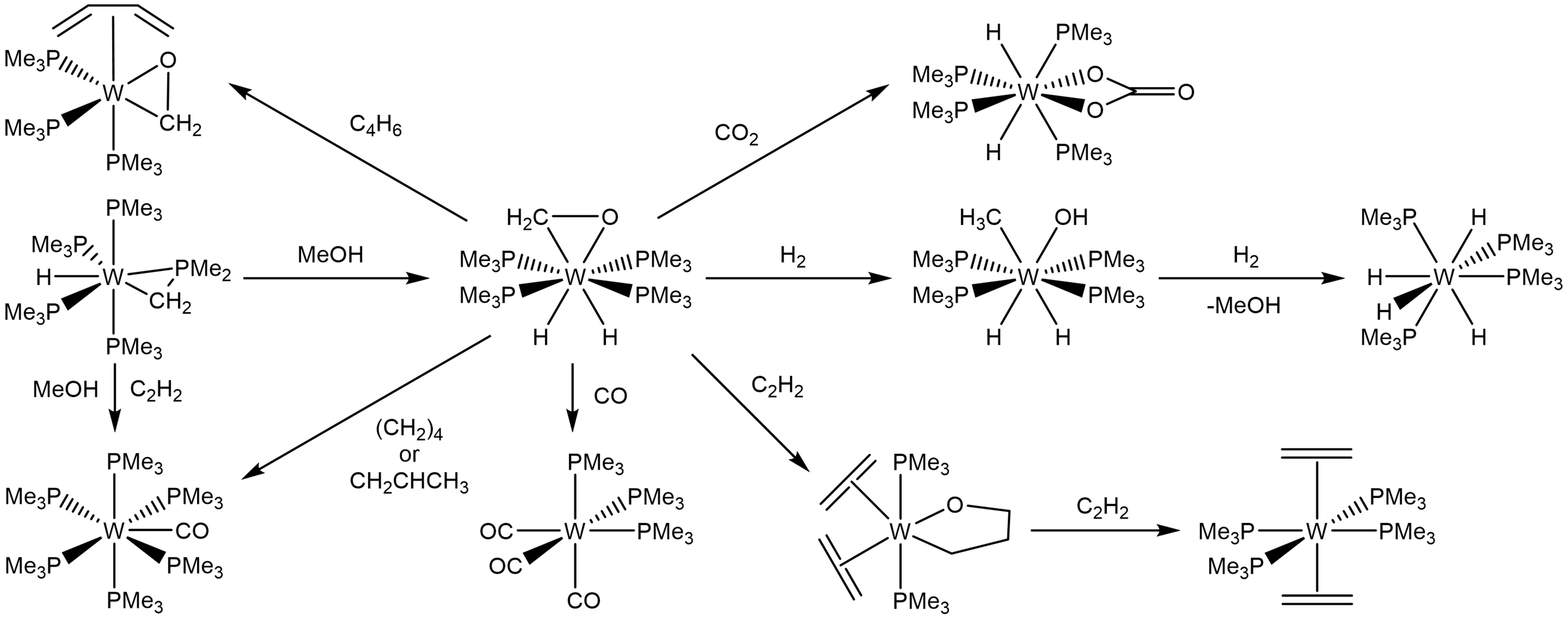
التفاعلات المبلغ عنها لـ W(PMe _{3}) _{4} (η ^{2} -CH _{2} O)H _{2}.